# Ameil du Breuil
Pour les articles homonymes, voir du Breuil.
 (novembre 2015).
Si vous disposez d'ouvrages ou d'articles de référence ou si vous connaissez des sites web de qualité traitant du thème abordé ici, merci de compléter l'article en donnant les références utiles à sa vérifiabilité et en les liant à la section « Notes et références ».
Ameil du Breuil, mort à Tours le 1er septembre 1414, est un prélat français de la fin du XIVe siècle et du début du XVe siècle.

## Biographie
Ameil du Breuil est chanoine et chantre à Tours, et puis archevêque de Tours  de 1395 (ou 1393) à 1414. Il est député vers l'antipape Benoît XIII en 1407, pour l'amener à renoncer au saint-siège,  mais les démarches sont vaines